# Swietenia
Світе́нія (Swietenia) — рід дерев сімейства Мелієві (Meliaceae). Зустрічається в неотропіках, від південної Флориди, Карибського басейну, Мексики та Центральної Америки на південь до Болівії . Рід названий на честь голландсько-австрійського лікаря Герарда ван Світена (1700–1772).  Деревина дерев Swietenia відома як червоне дерево.
Рід був завезений у кілька азіатських країн як замінне джерело деревини червоного дерева приблизно в той час, коли він був обмежений у своїх рідних місцях наприкінці 1990-х років.  Торгівля червоним деревом, вирощеним на азіатських плантаціях, не обмежена.[джерело?] Фіджі та Індія є найбільшими експортерами плантаційного червоного дерева, а дике червоне дерево наразі залишається комерційно недоступним.
Це дерева середнього або великого розміру, що досягають 20–45 м заввишки, мають діаметр стовбура до 2 м. Листки 10-30 см завдовжки, перисті, з 3-6 парами листочків, кінцевий листочок відсутній; кожен листочок 5–15 см завдовжки. Старе листя опадає незадовго до того, як відросте нове. Квітки утворюються в пухких суцвіттях, кожна квітка маленька, з п’ятьма білими або зеленувато-жовтими пелюстками. Плід — грушоподібна п'ятистулкова капсула 8—20 см завдовжки, містить численні крилаті насінини приблизно 5–9 см завдовжки.
Зазвичай рід поділяють на три географічно розділених види, Swietenia humilis, Swietenia macrophylla і Swietenia mahagoni. Ці три види погано визначені біологічно, частково тому, що вони вільно гібридизуються, коли ростуть поруч.

## Види
| Зображення | Насіннєві капсули | Загальна назва                           | Наукова назва                 | Розподіл                                                                         |
| ---------- | ----------------- | ---------------------------------------- | ----------------------------- | -------------------------------------------------------------------------------- |
|            |                   | Червоне дерево Тихоокеанського узбережжя | Swietenia humilis Zucc.       | Тихоокеанське узбережжя Центральної Америки і Мексики                            |
|            |                   | Гондурасське червоне дерево              | Swietenia macrophylla King    | Атлантичне узбережжя Центральної Америки, Південна Америка на південь до Болівії |
|            |                   | Вест-Індське червоне дерево              | Swietenia mahagoni (L.) Jacq. | Південна Флорида, Куба, Ямайка, Еспаньола                                        |

### Раніше віднесені види
- Chloroxylon swietenia DC. (як S. chloroxylon Roxb.)
- Khaya senegalsis (Desr.) A.Juss. (як S. senegalensis Desr.)
- Soymida febrifuga (Roxb.) A.Juss. (як S. febrifuga Roxb.)
- Toona Sureni (Blume) Merr. (як S. sureni Blume)[4]

## Додаткова література
- Seed Leaflet: Swietenia humilis (PDF). DFSC.dk. Danida Forest Seed Centre. Архів оригіналу (PDF) за 21 вересня 2005.
- Seed Leaflet: Swietenia macrophylla (PDF). DFSC.dk. Danida Forest Seed Centre. Архів оригіналу (PDF) за 5 липня 2006.
- Floridata factsheet: Swietenia mahagoni